# John Francis Davis
John Francis Davis, född 16 juli 1795 i London, död 13 november 1890, var en engelsk sinolog och kolonialadministratör.
Han var 1844-48 superintendent för den brittiska handeln i Kina och guvernör i kronkolonin Hongkong. År 1845 upphöjdes han till baronet.
Davis utgav åtskilliga översättningar från kinesiskan och skrev en mängd verk om Kina, bland annat The Chinese (2 band, 1836), Sketches of China (4 band, 1841; 2:a upplagan 1845) och Chinese miscellanies (1865).